# ブルック・ロリンズ

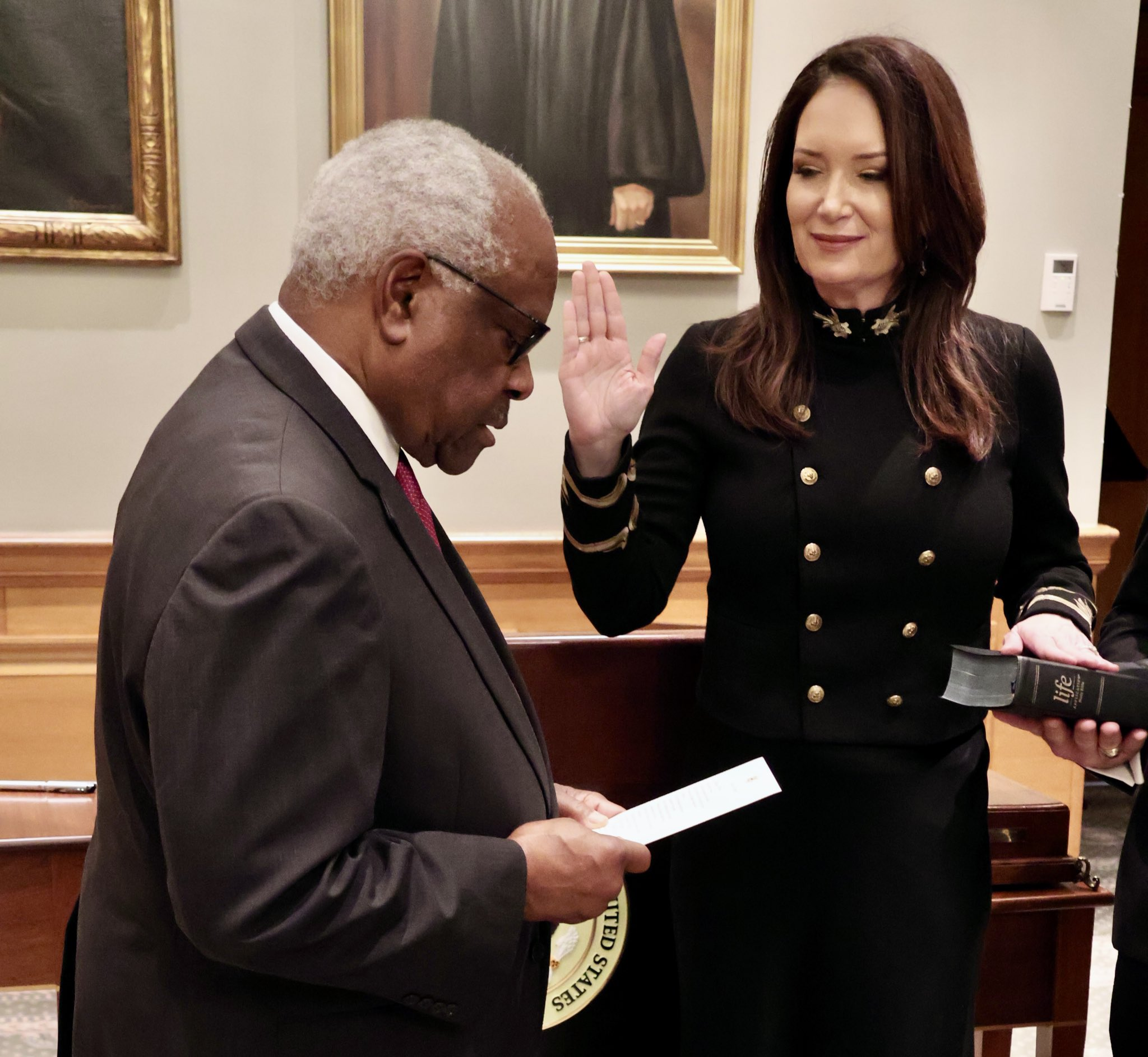
2025年の農務長官就任宣誓時（右がロリンズ）

ブルック・レスリー・ロリンズ（英語:  Brooke Leslie Rollins, 1972年4月10日 - ）、はアメリカ合衆国の政治家、弁護士。現在、同国農務長官（第33代）。
保守系シンクタンクである「アメリカ・ファースト政策研究所」の所長を務めていたが、2024年11月にドナルド・トランプ次期大統領から次期農務長官にすると公表。2025年2月13日に上院にて賛成多数で承認。